# ジェイミー・アーノルド
ジェイミー・アーノルド（Jamie Arnold, 2004年3月21日 - ）は、アメリカ合衆国フロリダ州タンパ出身の野球選手（投手）。左投左打。

## 経歴
高校4年次の2022年に防御率2.02、91奪三振を記録。同年のMLBドラフトでは指名がなく、フロリダ州立大学へ進学した。
フロリダ州立大学では2年次の2024年、18試合に先発登板して11勝3敗、防御率2.98を記録した。